# Цзян Пэнцзянь
Цзян Пэнцзя́нь (кит. трад. 江鵬堅, упр. 江鹏坚, пиньинь Jiāng Péngjiān; 25 апреля 1940, Дайтотэй, Тайвань, Японская империя — 15 декабря 2000, Тайбэй, Китайская Республика) — тайваньский политик.
Цзян Пэнцзянь родился на Тайване в семье сапожника, эмигранта из Китая. Он окончил Национальный университет Тайваня, по специальности юрист. С 1964 года Цзян Пэнцзянь получил право заниматься адвокатской деятельностью, боролся за соблюдение прав человека, стал основателем Тайваньской ассоциации прав человека.
В конце 1970-х Цзян Пэнцзянь примкнул к оппозиционному движению «Танвай» («вне партии»). Был защитником Линь Исюна на процессе обвиняемых в антиправительственных выступлениях (Гаосюнский инцидент).
В 1983 году Цзян Пэнцзянь избран депутатом Законодательного Юаня (парламента) Тайваня.
28 ноября 1986 года был избран первым председателем Демократической прогрессивной партии, выступающей за независимый статус Тайваня. Занимал эту должность до 20 декабря 1987 года.
С 1996 года до своей смерти Цзян Пэнцзянь был членом Контрольного Юаня — одной из пяти ветвей власти Тайваня.
Умер 15 декабря 2000 года от рака.